# Маэбаси
Маэба́си (яп. 前橋市 Маэбаси-си) — центральный город Японии, расположенный в южно-центральной части префектуры Гумма. Маэбаси — административный центр этой префектуры.

## Общие сведения
Маэбаси — один из наибольших городов равнины Канто, расположен в среднем течении реки Тонэ. Вместе с соседним городом Такасаки он является одним из главных промышленно-торговых центров префектуры Гумма. Также есть городская железнодорожная сеть, соединяющая Маэбаси с городами Сибукава, Исэсаки и Кирю.
В Средние века район современного Маэбаси был известен как Умаябаси. С XVII века Маэбаси получил современное название и стал центром автономного образования Маэбаси-хану, которым владели самураи рода Сакаи и Мацудайра.
Благодаря активному развитию текстильной промышленности Маэбаси во второй половине XIX века город был известен как «шёлковый посёлок».

## География

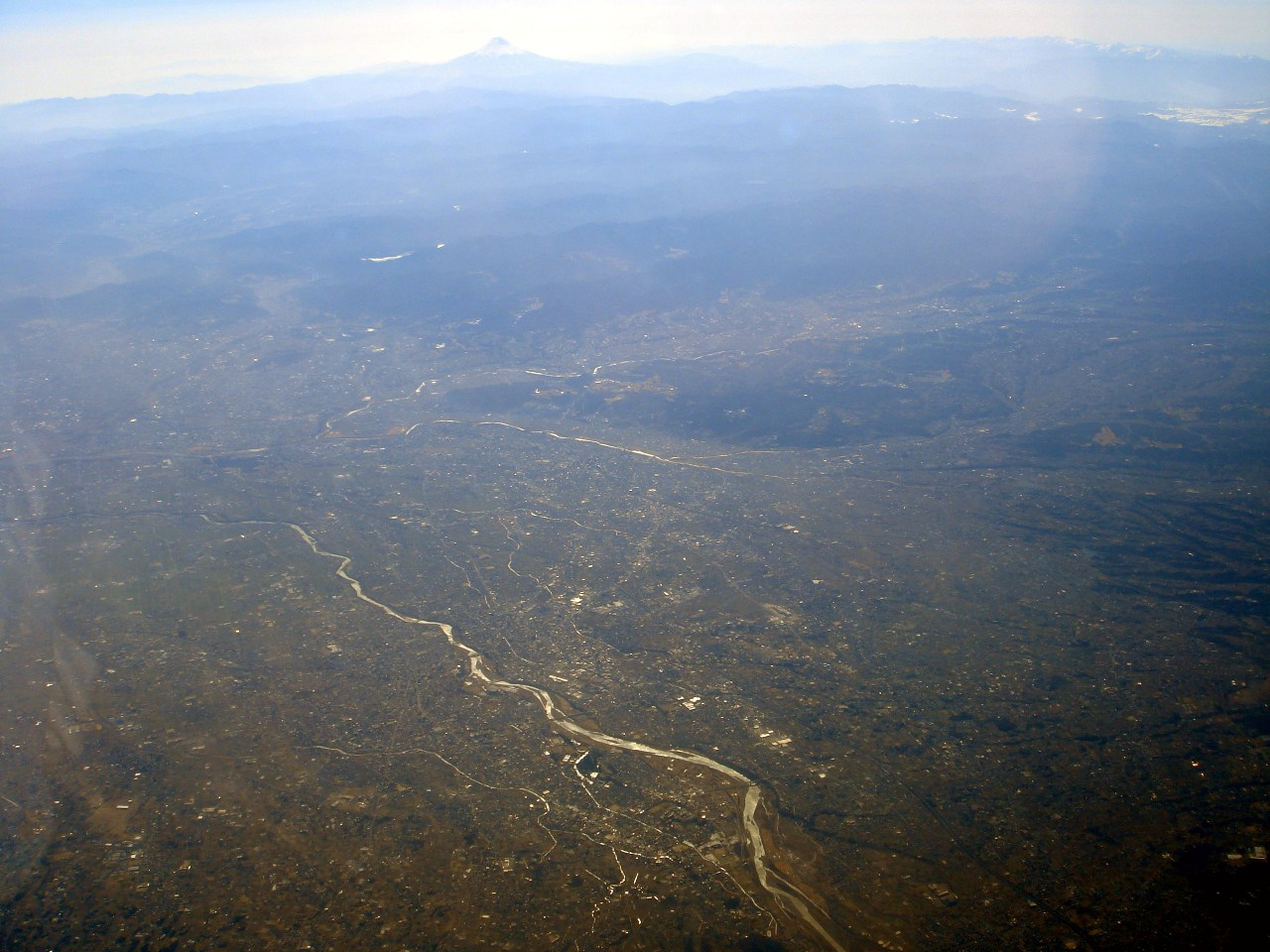
Вид города Маэбаси, реки Тонэ и горы Фудзи с высоты птичьего полёта.

Маэбаси расположен в восточной части острова Хонсю, на севере равнины Канто, у южного подножья вулкана Акаги.
Площадь города составляет 311,64 км², население — 340 041 человек (1 июля 2014), плотность населения — 1091,13 чел./км². Его протяжённость с севера на юг составляет 25 км, а с запада на восток — около 20 км.
На территории Маэбаси протекает самая большая река префектуры и равнины Канто — Тонэ, которая известна чистотой своих вод. Она разделяет город на восточную и западную часть.
Город граничит на юго-западе с сёлами Фудзими и Синто, городом Сибукава и посёлком Ёсиока. На востоке он имеет общую границу с городом Такасаки, на юге — с городами Тамамура и Исэсаки, на востоке и северо-востоке — с городом Кирю.
Рельеф города равнинный, но имеет заметный уклон с севера на юг. Наивысшая точка на севере составляет 1 572 метра над уровнем моря, а самая низкая — 64 м.
Климат Маэбаси преимущественно влажный, субтропический. Осадков выпадает немного. Средняя температура воздуха в конце 1990-х — начале 2000 годов колебалась между 14 °C и 15 °C. Зимы — прохладные, лето — жаркое и дождевое. Зимой дует сильный северо-западный ветер, а летом — юго-западный. Также в жаркую пору года бывает частый гром и молнии.

## Символика города
Эмблема Маэбаси — изображение пустого в середине круга  (яп. 輪貫 вануки). Этот символ украшал мон рода Мацудайра, владельцев средневекового Маэбаси-хану, центром которого был современный город. Эмблема была утверждена в 1909 году.
Флаг Маэбаси — полотнище тёмно-индигового цвета с соотношением сторон 2:3. В центре полотница размещена эмблема города белого цвета.

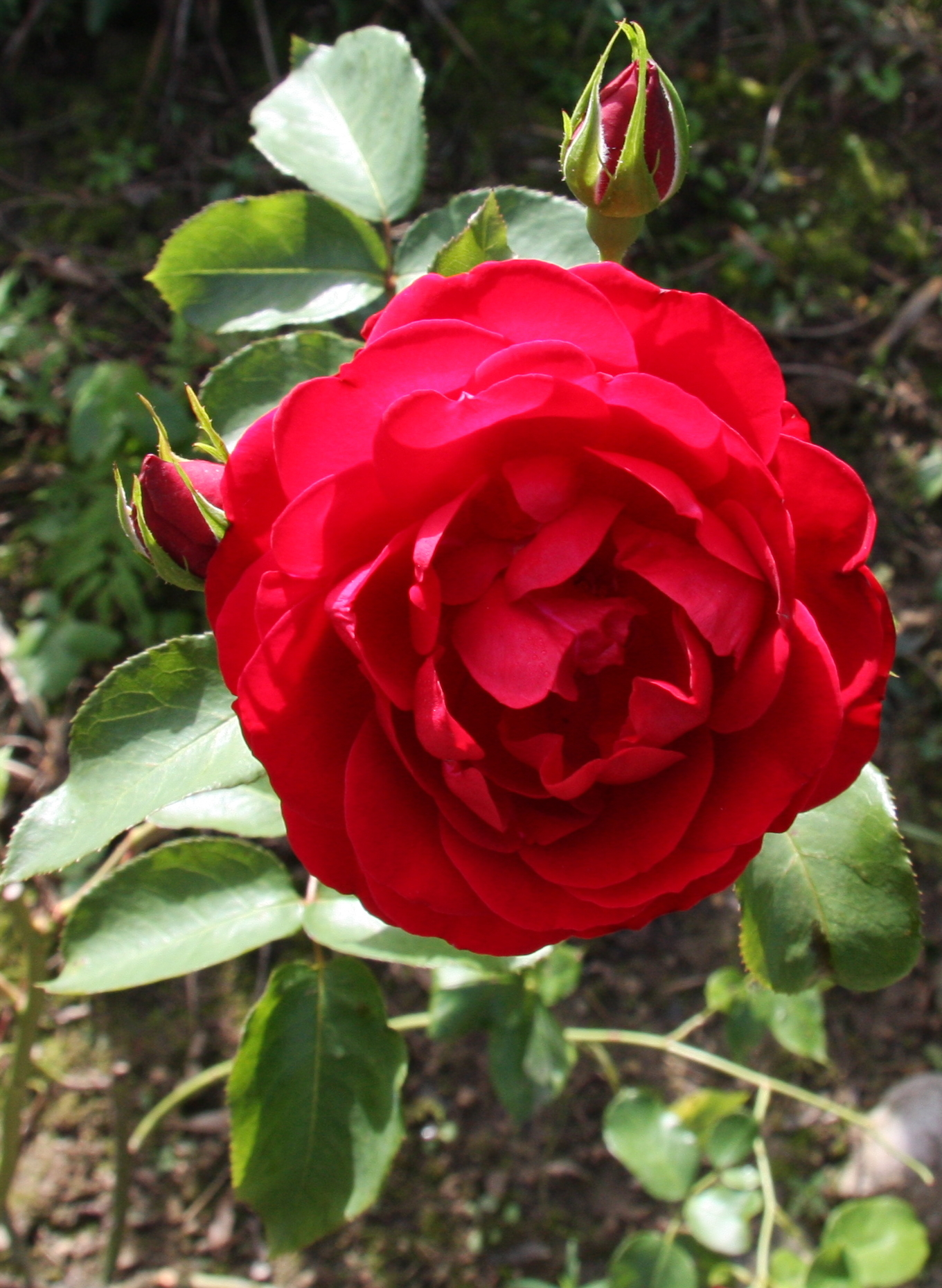
Роза
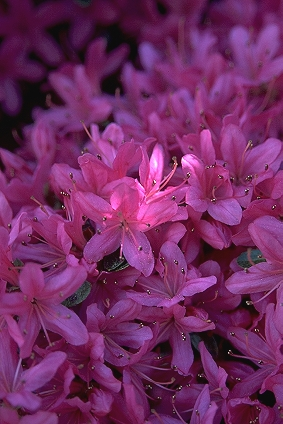
Азалия
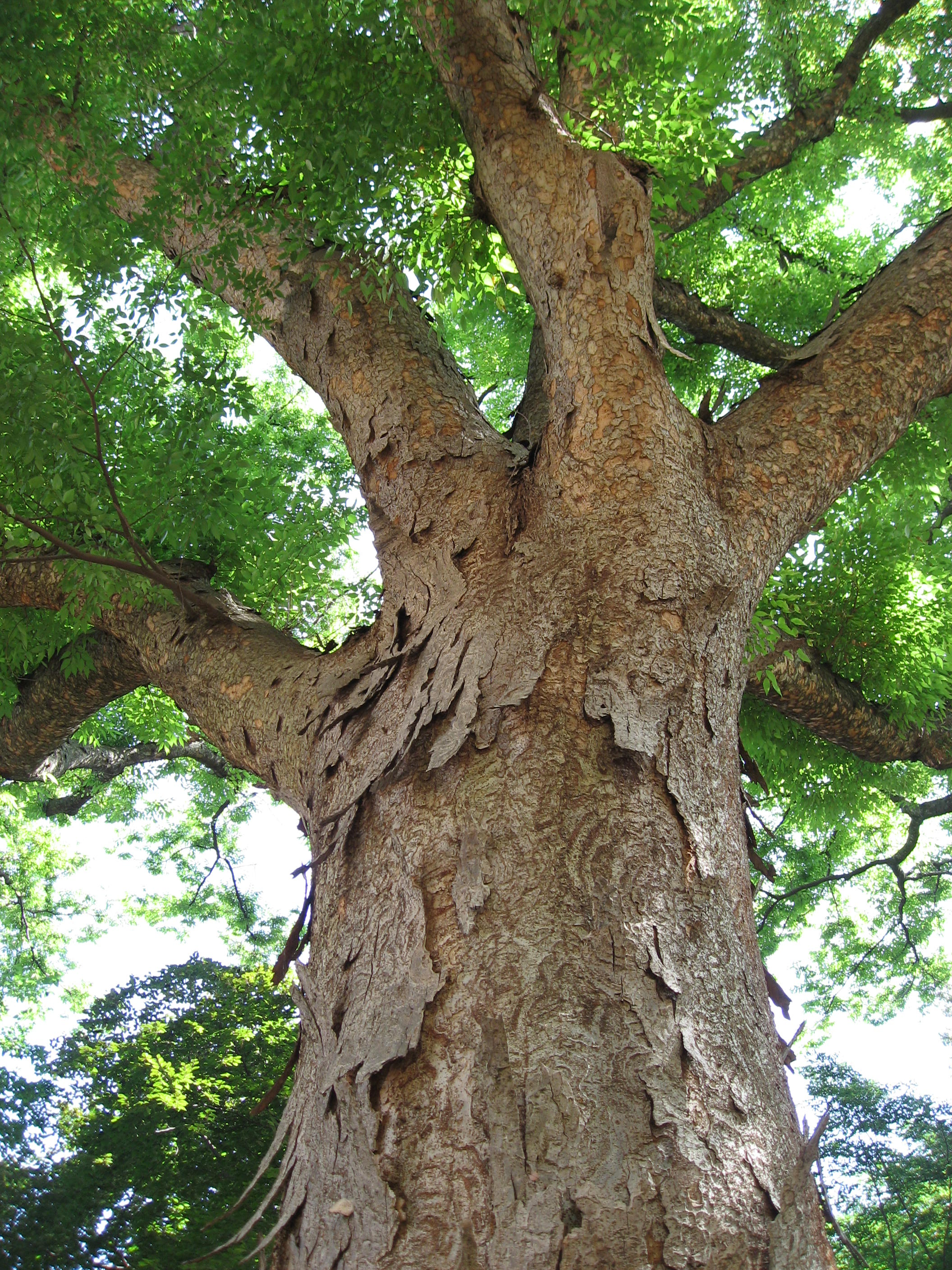
Вяз
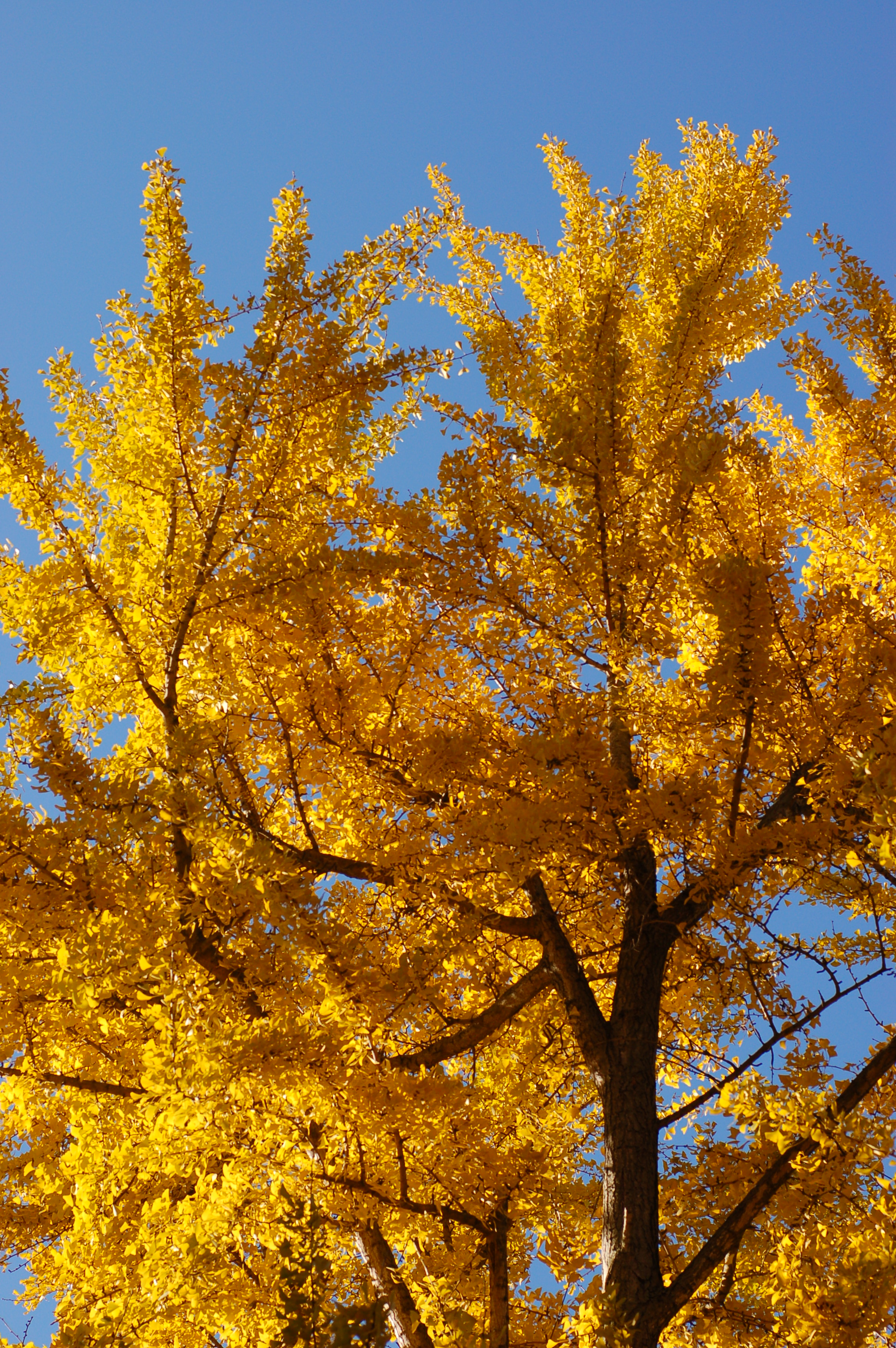
Гинкго

Кроме флага и эмблемы Маэбаси имеет четыре символа: два цветка — роза и азалия, и два дерева — серый вяз и гинкго. Они были утверждены в 1980 году. Эти символы олицетворяют красоту и гармоничность жителей города.

## История

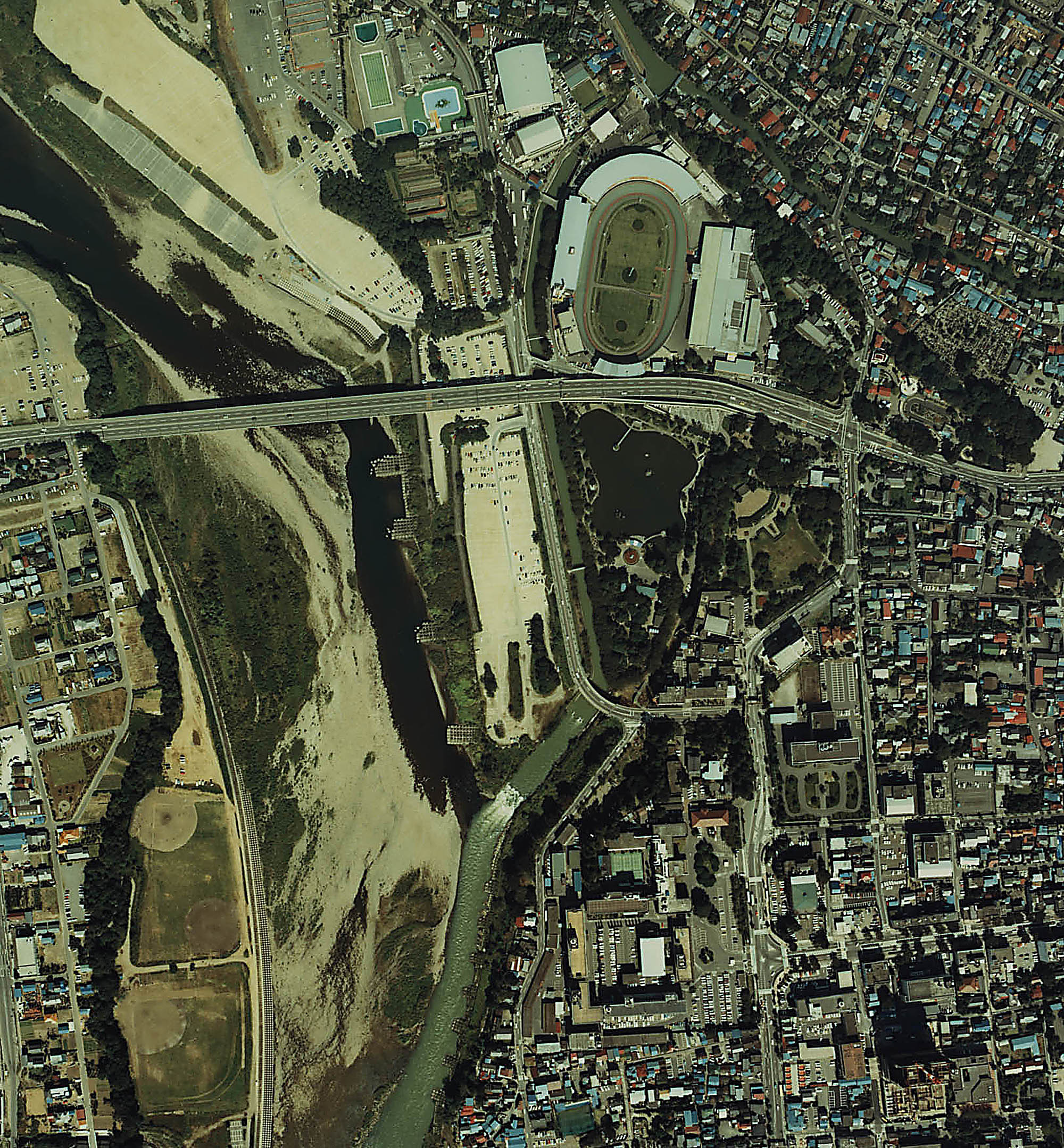
Руины замка Маэбаси, администрация города и префектуры Гумма с высоты птичьего полёта.

Первые люди появились на территории современного города Маэбаси в позднем палеолите. Их наследники были носителями неолитической культуры Дзёмон и распространителями культуры рисоводства Яёй на рубеже нашей эры. В IV веке местное население основало страну Кэ, которая была завоёвана молодым японским государством Ямато.
Напоминанием про яматосское завоевание служат многочисленные курганы IV — VIII веков. Самыми большими и самыми богатыми курганами являются Тэндзинзан и Хотодзан, которые находятся на территории современного города.
В VIII веке земли современного Маэбаси вошли в состав провинции Кодзукэ, а в центре будущего города находилась резиденция провинциального правительства. В том же месте находились монастыри Кокубун-дзи, которые служили очагами расширения буддизма в регионе.
В середине X века район Маебаси стал известен в Японии благодаря выращиванию красивых лошадей. На это время приходится появление в нём новых топонимов, связанных с коневодством — уезд и станция Курума, волость Умая и другие. В то же время новое развитие получила буддистская культура в регионе: в монастыре Нитриндзи была изготовлена уникальная статуя одиннадцатиликой бодхисаттвы Каннон, а в монастыре Дзэнсёдзи — скульптуру сидячего будды Амитабхи.
В 1470 году на территории современного Маэбаси был построен замок Умаябяси. У его подножия вырос купеческо-ремесленный посёлок, непосредственный предшественник современного города. Однако через столетия, в 1567 году его уничтожил пожар, который возник во время сражения между двумя самурайскими кланами Такэдой и Ходзё. Уцелевшие жители перенесли свои дома к старому руслу реки Тонэ, основав таким образом центр современного Маэбаси.
После установления в Японии сёгуната Токугава в 1603 году, замок Умаябаси и прилежащие территории были переданы клану Сакаи, приближенным вассалам сёгунов. Главы этого рода изменили название города на Маэбаси и стали владельцами автономного уезда Маэбаси-хана. Сакаи правили им на протяжении 150 лет, а потом были смещены кланом Мацудайра. Из-за частых наводнений новые хозяева перенесли свою резиденцию в замок Кавагоэ, что стало причиной упадка города Маэбаси. Они планировали обновить тамошний замок в 1867 году, но в связи с ликвидацией сёгуната и реставрацией прямого императорского владения не смогли свершить задуманное. Впрочем, перед падением существующего режима Мацудара наладили в Маэбаси производство шёлка, который с 1859 года экспортировался через Иокогаму за границу. Благодаря этому некогда заброшенное поселение стало возрождаться во второй половине XIX века и стало негласно называться «шёлковым посёлком».
В 1881 году Маэбаси был превращён в центр новообразованной префектуры Гумма. В 1888 году оно получило официальный статус посёлка, а в 1892 году первым в префектуре получил статус города. За несколько десятилетий город разрастался, поглощая соседние населённые пункты.
В 1945 году, во время Второй мировой войны, 80 % строений Маэбаси сгорели во время бомбардировки авиации США. Для обновления города был взят курс на его территориальное расширение и реконструктиризацию промышленности. В 1950—1960-х годах Маэбаси превратился в центр производства электротоваров, машиностроения и коммерции.
Христианская женская школа, основанная в Маэбаси в 1888 году, спустя ровно 111 лет, в 1999 году, получила статус университета — университет Кёай.
1 апреля 2001 года правительство Японии присвоило Маэбаси статус особого города Японии.
5 декабря 2004 года в состав города был включен город Ого, а также сёла Касукава и Мияги.
1 апреля 2009 года Маэбаси получил статус центрального города.

## Города-побратимы
Маэбаси породнён с городами:
- Япония, Хаги
- США, Бирмингем
- США, Менаша
- США, Олат[11]
- Италия, Орвието